# Apollo 13
|  | Per a altres significats, vegeu «Apollo 13 (pel·lícula)». |

L'Apollo 13 va ser el setè vol del programa Apollo, llançat en direcció cap a la Lluna el dia 11 d'abril del 1970 mitjançant un coet del tipus Saturn 5. Va ser una missió espacial que tenia com a missió efectuar un allunatge a la regió Fra Mauro, però una explosió a bord de la nau en el seu camí a la Lluna, dos dies després del llançament, va obligar la tripulació a avortar la missió i orbitar al voltant del satèl·lit sense assolir la seva comesa d'aterrar-hi. Tornava a la Terra el 17 d'abril. A l'Apollo 14 se li va reassignar aquesta tasca, que va completar amb èxit.

## Tripulació
| Posició                        | Astronauta                            | Astronauta                            |
| ------------------------------ | ------------------------------------- | ------------------------------------- |
| Comandant                      | Jim Lovell Quart i últim vol espacial | Jim Lovell Quart i últim vol espacial |
| Pilot del Mòdul de Comandament | Jack Swigert Únic vol espacial        | Jack Swigert Únic vol espacial        |
| Pilot del Mòdul Lunar          | Fred Haise Únic vol espacial          | Fred Haise Únic vol espacial          |

### Objectiu
La missió de l'Apollo 13 era explorar la formació Fra Mauro, anomenada així pel Cràter Fra Mauro, de 80 km de diàmetre, localitzada en el seu interior. Aquesta és una àrea selenològica que se suposava composta de projeccions de l'impacte d'un gran objecte que va formar el Mare Imbrium. A la següent missió Apollo, l'Apollo 14, se li assignà allunar a Fra Mauro.

## Incident en el llançament

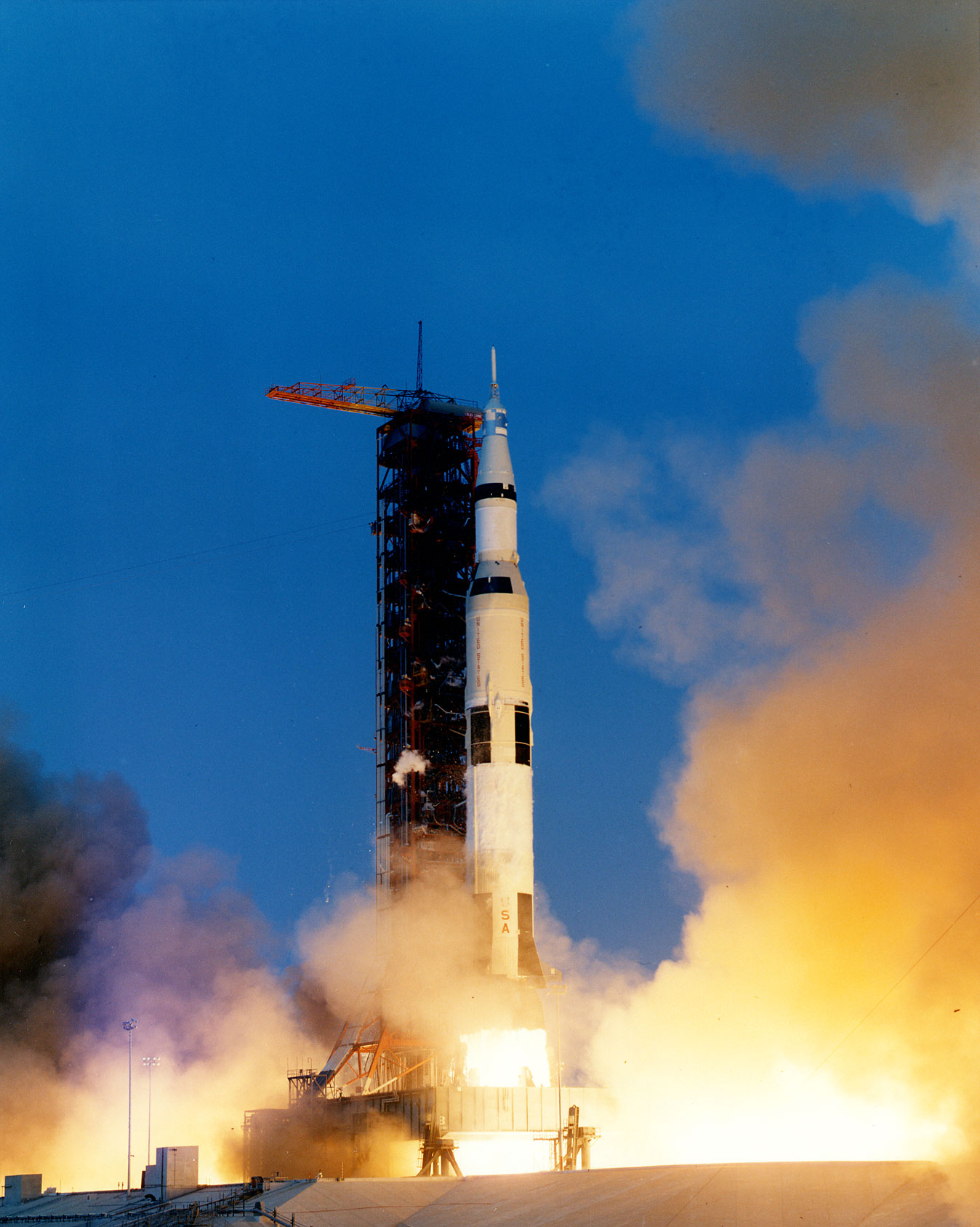
La nau Apollo 13 desenganxa del Centre Espacial Kennedy, l'11 d'abril de 1970.

La missió va començar amb un petit incident: durant el vol de la segona etapa, el motor central es va apagar dos minuts abans del previst. Els quatre propulsors externs van estar encesos més temps per compensar-ho, així com el motor de la tercera etapa, i el vehicle va continuar cap a una òrbita d'aparcament molt aproximada a la planejada inicialment, des de la qual va poder efectuar una injecció transllunar reeixida. El motor central de la segona etapa en realitat va ser detingut pel sistema de guiatge automàtic del coet, en detectar els sensors efecte pogo, una oscil·lació violenta deguda a una combustió inestable, que podria destruir-lo. El problema ja s'havia donat en la missió no tripulada Apollo 6, estant a punt de provocar l'avortament del vol i de fet impedint un dels seus objectius (provar la injecció transllunar i assajar un avortament directe). Després de la missió Apollo 6 es van implementar millores en el llançador Saturn V. Després de la missió Apollo 13 es van introduir altres modificacions.

## Incident del tanc d'oxigen

### Explosió
Rumb a la Lluna, aproximadament a 320.000 km de la Terra, el Control de Missió va demanar a la tripulació que encengués els ventiladors dels tancs d'hidrogen i oxigen, destinats a estratificar els continguts criogènics i a incrementar la precisió de les lectures de quantitats. Aproximadament 93 segons després, els astronautes van sentir una gran explosió, acompanyada de fluctuacions en l'energia elèctrica.
Inicialment, la tripulació va pensar que un meteorit havia xocat amb el mòdul lunar; però, en realitat, el tanc d'oxigen número 2, un dels dos tancs situats en el mòdul de servei, havia explotat. Un aïllament de tefló danyat en els cables que anaven als ventiladors dins del tanc 2 va permetre que els cables fessin curtcircuit. El foc resultant va incrementar la pressió més enllà del seu límit i la cúpula del tanc es va trencar, omplint el compartiment de les cèl·lules de combustible (Sector 4) amb oxigen que es va expandir ràpidament.

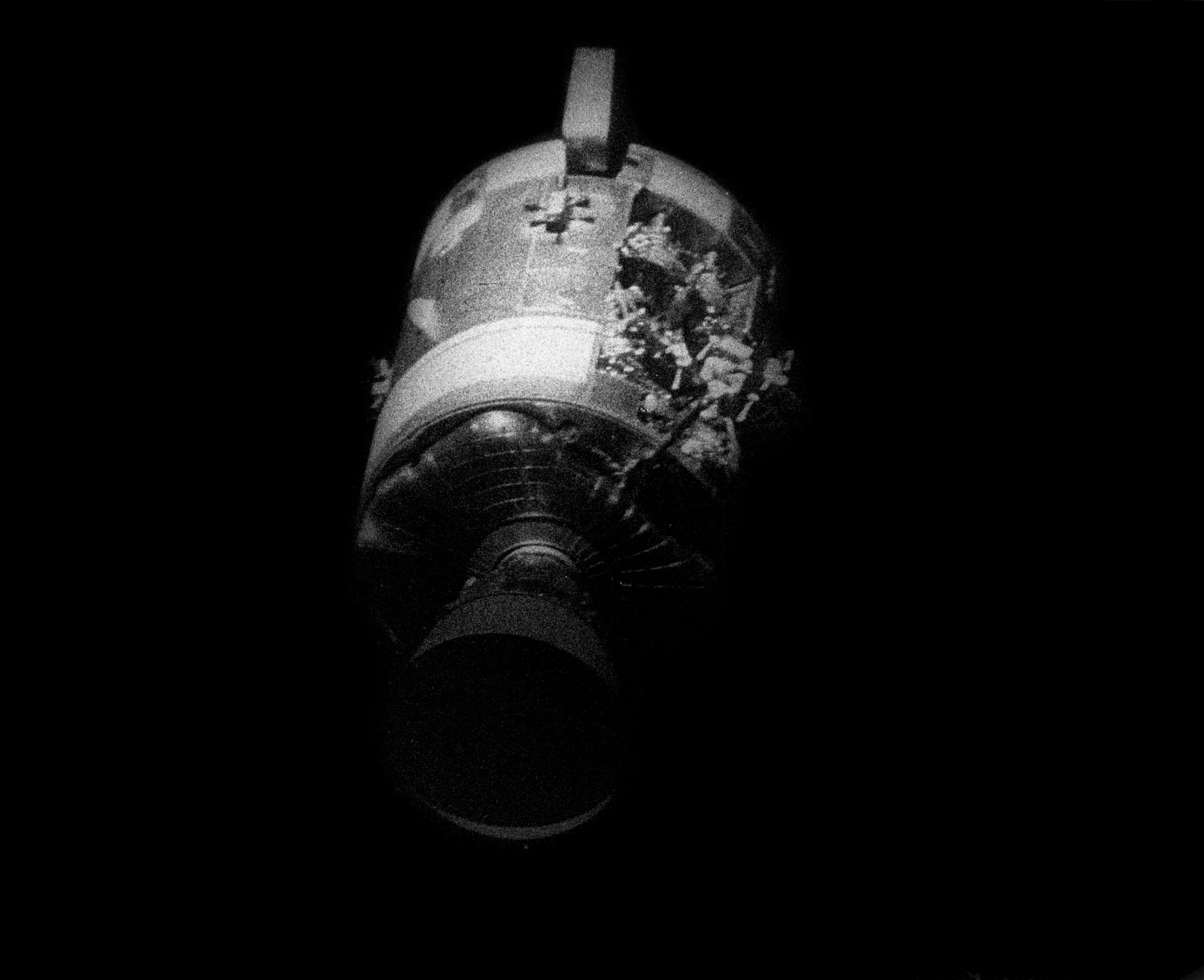
Mòdul de Servei danyat de l'Apollo 13, fotografiat des del mòdul de comandament després de la separació

La pressió dins del compartiment va expulsar les rosques que mantenien cargolat el panell d'alumini que cobria el Sector 4, el qual, en explotar, probablement va causar danys menors a l'antena utilitzada per a comunicacions transllunars. Les comunicacions i la telemetria a terra es van perdre durant 1,8 segons, fins que el sistema es va corregir automàticament passant de banda curta a banda ampla.
El xoc mecànic va forçar les vàlvules d'oxigen a tancar-se en les cel·les de combustible 1 i 3, la qual cosa solament va permetre que operessin durant 3 minuts. El xoc també va causar una ruptura parcial d'una línia del tanc d'oxigen 1 o va causar que la seva vàlvula de pas tingués una fuita, permetent que el seu contingut s'escapés a l'espai exterior durant els següents 130 minuts, motiu pel qual el subministrament d'oxigen del mòdul de servei va quedar totalment exhaust.
Com que les cel·les de combustible combinaven hidrogen i oxigen per generar electricitat i aigua, la cel·la de combustible número 2 finalment es va desactivar i va deixar als mòduls de comandament i de servei de l'Apollo amb l'energia limitada de les bateries. La tripulació es va veure forçada a apagar el mòdul de comandament completament i a usar el mòdul lunar com "pot salvavides" (on es podien refugiar els astronautes i respirar l'aire d'allí). Aquesta mesura va ser suggerida durant una simulació d'entrenament però no s'havia considerat com un possible escenari. Sense la disponibilitat del mòdul lunar, l'accident hauria estat fatal.

### Supervivència de la tripulació i el viatge de retorn
El dany en el mòdul de servei va fer que l'allunatge fos impossible, així que el director de vol Gene Kranz immediatament va avortar la missió. Els plans d'avortament existents, fets en 1966, van ser avaluats; el pla més ràpid era una trajectòria d'avortament directe, és a dir fer la volta i tornar a la Terra, la qual requeria usar el motor del mòdul de servei per aconseguir un gran canvi en la velocitat per, essencialment, revertir la trajectòria de la nau. Tot i que aquest pla portaria als homes de manera més ràpida a casa i amb la menor pèrdua d'entrades, no era pràctic per les següents raons:
- solament era possible en una etapa primerenca de la missió, abans que la nau entrés en l'esfera gravitacional de la Lluna, la qual cosa ja li havia succeït a l'Apollo 13 al moment de l'accident.
- no hi havia manera pràctica d'obtenir energia elèctrica per encendre el motor.
- es temia que l'explosió del tanc d'oxigen hagués provocat un dany al motor, impedint que el motor s'encengués de manera segura.

Per aquestes raons, Kranz i el director de vol adjunt Christopher C. Kraft van decidir un retorn lliure circumlunar, utilitzant la gravetat de la Lluna per fer tornar la nau cap a la terra, accelerant una mica la nau abans de l'àpside per ajudar a accelerar el retorn. No obstant això, l'Apollo 13 ja havia deixat la seva trajectòria de retorn lliure inicial posteriorment en la missió, com a requeriment per l'allunatge que estava planejat a Fra Mauro. Per aquesta raó, la primera ordre va ser restablir la trajectòria per mitjà d'un petit impuls del sistema de propulsió del mòdul lunar. El motor de descens va ser utilitzat novament per a l'acceleració abans de l'àpside. Es va encendre solament una vegada més per a una correcció menor de la trajectòria.
Per aconseguir un retorn segur es va requerir que tant la tripulació com el personal de suport actuessin amb gran enginy sota extrema pressió.
Els subministraments del mòdul lunar estaven prevists per mantenir a dues persones per només dos dies i no a tres persones durant quatre dies. L'oxigen era el subministrament menys crític, ja que el mòdul en portava prou com per a repressuritzar el mòdul lunar després de cada activitat extra-vehicular. A diferència dels altres mòduls, que eren impulsats per cel·les de combustible que produïen aigua com a subproducte, el mòdul lunar era impulsat per bateries d'òxid de plata, així que l'energia elèctrica i l'aigua (utilitzada per refredar l'equip i per beure) eren subministraments crítics.
Per mantenir els sistemes de suport de vida i de comunicacions operacionals fins al retorn, el mòdul lunar va ser reduït als nivells d'energia més baixos possibles.
El limitat hidròxid de liti (LiOH) que servia per eliminar el diòxid de carboni era un problema seriós. Els subministraments de LiOH interns del mòdul lunar no estaven dimensionats per a poder mantenir la tripulació fins al retorn i el romanent estava emmagatzemat en l'etapa de descens, fora d'abast. No obstant això, el mòdul de comandament tenia una quantitat adequada de contenidors de LiOH, però aquests eren incompatibles amb el mòdul lunar. Els enginyers a terra van improvisar una forma d'unir els contenidors en forma de galleda del mòdul de comandament a les entrades cilíndriques del mòdul lunar amb els elements disponibles en la nau, portant aire per mitjà d'una mànega. Els astronautes van anomenar aquest dispositiu "la bústia".
Un altre problema que havia de resoldre's per aconseguir un retorn segur era aconseguir una encesa completa del mòdul de comandament a partir del seu estat de completament apagat, del no-res, cosa que mai s'havia fet en vol. El controlador de vol John Aaron, amb ajuda de l'astronauta Mattingly i molts enginyers i dissenyadors, va haver d'inventar un nou protocol per aconseguir-ho amb el subministrament limitat d'energia i en tan poc temps. Això va ser complicat perquè els reduïts nivells d'energia en el mòdul lunar van causar que la temperatura descendís considerablement. El mòdul de comandament, en estar sense energia, per estalviar-la, es va refredar en tal grau que l'aigua es va començar a condensar en les superfícies sòlides, causant preocupació que aquest fet pogués danyar els sistemes elèctrics quan es reactivessin. Això va resultar no ser un problema, en part gràcies a les extenses millores en l'aïllament elèctric aplicades després de l'incendi en l'Apollo 1.

### Reentrada i amaratge

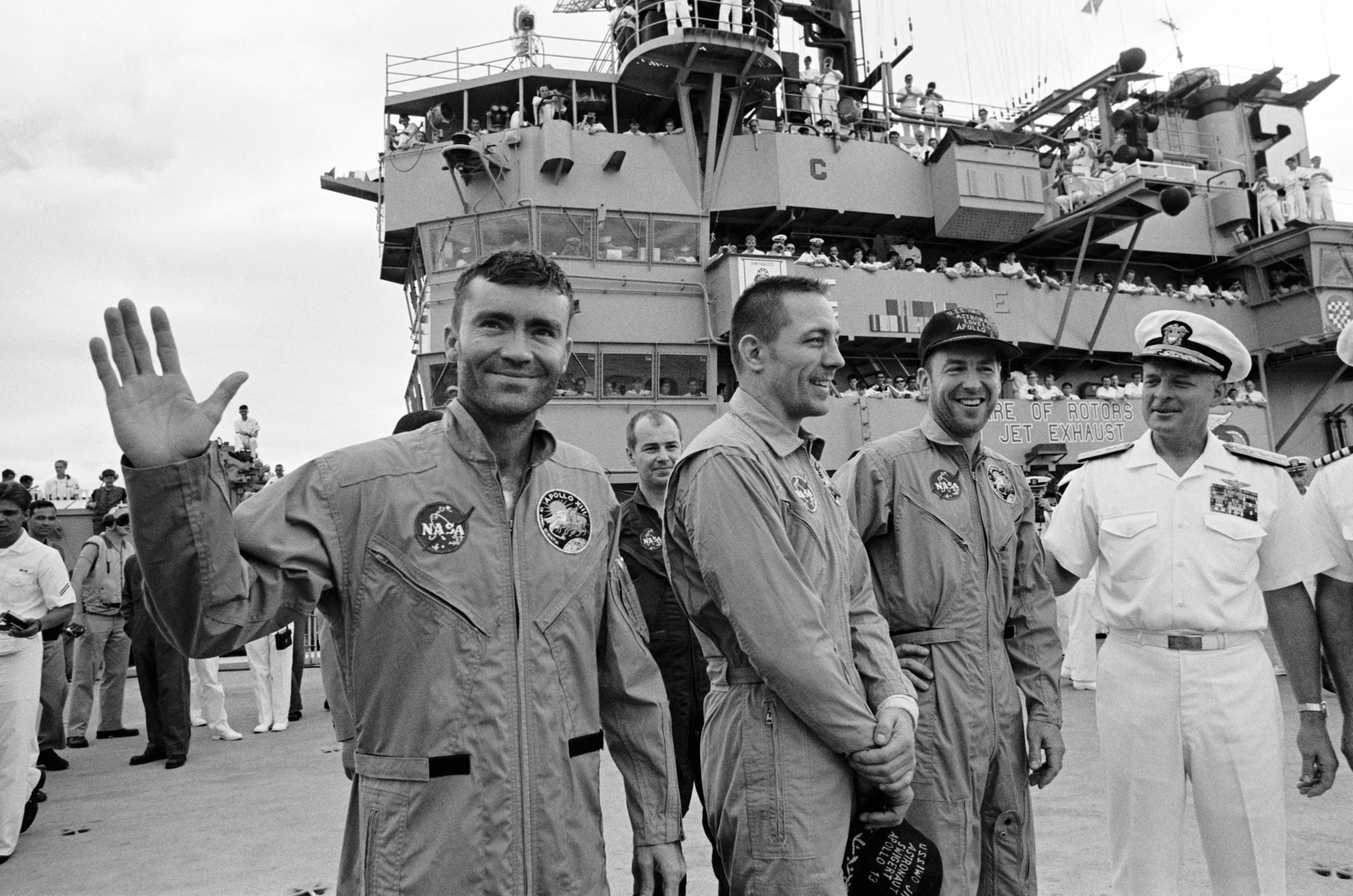
La tripulació de l'Apollo 13 a bord del USS Iwo Jima

En apropar-se a la Terra, la tripulació va separar el mòdul de servei i va poder fer-ne fotos, que serien utilitzades per a anàlisis posteriors. Va ser en aquest moment que la tripulació es va sorprendre en veure per primera vegada que el panell del Sector 4 del mòdul de servei havia desaparegut. D'acord amb els analistes, aquestes fotos mostraven també danys en l'antena.

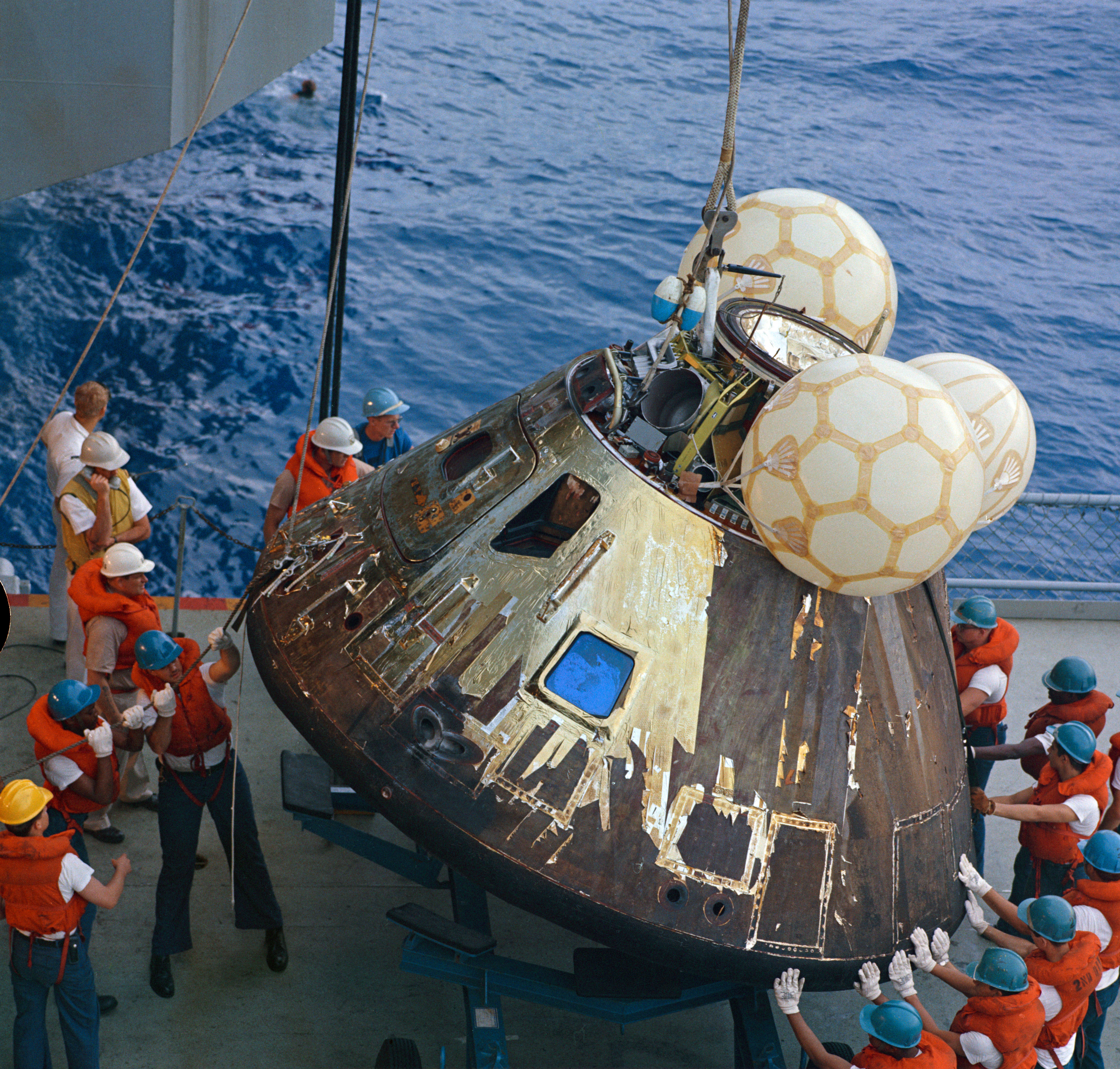
El mòdul de comandament de l'Apollo 13 sent hissat a bord de l'USS Iwo Jima

Finalment la tripulació va separar el mòdul lunar "Aquarius", quedant solament el mòdul de comandament Odissey per començar la seva entrada en l'atmosfera. Una entrada normal va acompanyada per quatre minuts sense comunicacions, període que anomenen «vel negre», absència de comunicacions causada per la ionització de l'aire al voltant del mòdul de comandament. La possibilitat que hi hagués un dany a l'escut tèrmic causat per l'explosió del tanc d'oxigen, va elevar la tensió durant el vel negre, ja que es va perllongar 33 segons més del normal.
No obstant això, el mòdul "Odissey" va restablir el contacte per ràdio i va amarar fora de perill en el Pacífic Sud, al sud-est de la Samoa Americana i a 6,5 km del vaixell de recuperació. La tripulació estava en bones condicions exceptuant-ne Haise, que sofria d'una seriosa infecció en el tracte urinari per la falta d'aigua. Per evitar alterar la trajectòria de la nau, s'havia ordenat a la tripulació no llençar a l'exterior les deixalles urinàries.

## Junta de revisió de l'Apollo 13
L'administrador de la NASA Thomas Paine i el subadministrador George Low van enviar una nota al director del centre d'investigació de Langley de la NASA, Edgar Cortright, el 17 d'abril de 1970 (data de l'aterratge de la nau) informant-li del seu nomenament com a president de la junta de revisió de l'Apollo 13 encarregada d'investigar la causa de l'accident. Una segona nota a Cortright per part de Paine i Low el 21 d'abril va establir que la junta quedaria formada de la següent manera:
| Membres: - Edgar M. Cortright, President (Director, Centre d'investigació Langley) - Robert F. Allnutt (Assistent d'Administrador, casernes de la NASA) - Neil Armstrong (Astronauta, Centre de naus tripulades) - Dr. John F. Clark (Director del Centre de vols espacials Goddard) - General de Brigada Walter R. Hedrick, Jr. - Mr. Vincent L. Johnson (Subadministrador-Associat i Enginyer, Oficina de Ciències espacials i Aplicacions) - Milton Klein (Administrador, Oficina de Propulsió Nuclear Espacial AEC-NASA) - Dr. Hans M. Mark (Director, Centre d'Investigació Ames) Consell: - Sr. George Malley (Conseller en Cap, Centre d'Investigació Langley) OMSF Suport Tècnic: - Sr. Charles W. Mathews Observadors: - Sr. William A. Anders (Secretari Executiu, Consell Nacional d'Aeronàutica i de l'Espai) - Dr. Charles D. Harrington (President, Panell de Seguretat Aeroespacial de la NASA) - Sr. I. I. Pinkel (Director, Aerospace Safety Research and Data Institute, Lewis Research Center) Coordinació al Congrés: - Sr. Gerald J. Mossinghoff (Oficina d'Assumptes Legislatius, NASA) Coordinació d'Assumptes Públics: - Sr. Brian Duff (oficial d'Assumptes Públics) |

### Placa i insígnia

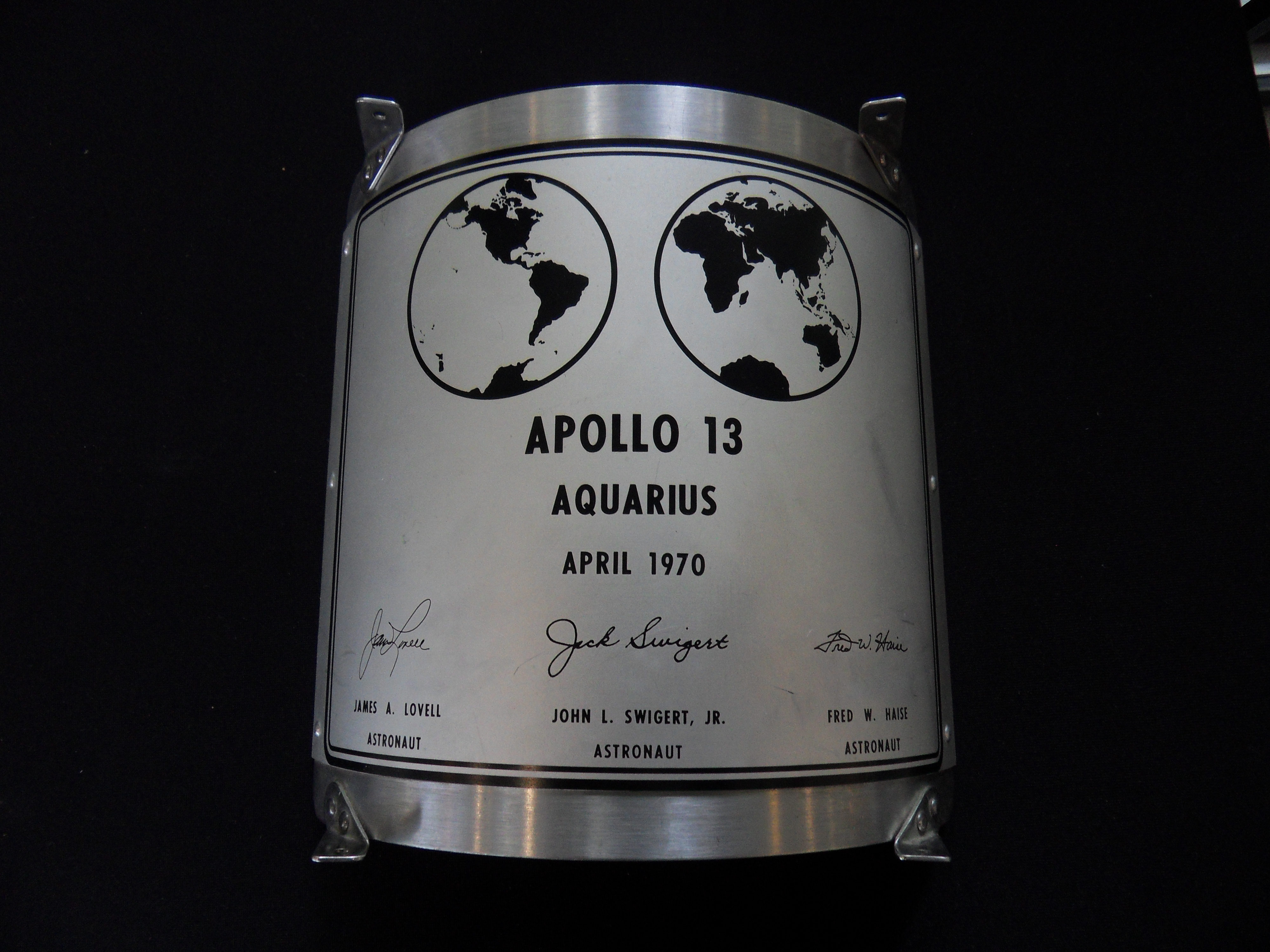
Rèplica de la placa amb el nom de Swigert que anava a reemplaçar la que estava a l'Aquarius amb el nom de Mattingly

La placa lunar original de l'Aquarius tenia el nom de Mattingly, així que se li va donar a la tripulació un afegit amb el nom de Swigert que havien de col·locar sobre l'original una vegada estiguessin en la superfície de la Lluna. "Aquarius" mai va allunar, així que Lovell es va quedar amb la placa.
El pegat de la tripulació de l'Apollo 13 mostrava tres cavalls voladors amb el carro d'Apol·lo a través de l'espai. Donats els antecedents navals de Lovell, el logo també incloïa el missatge "exlluna, scientia" ("De la lluna, coneixement"), pres del lema de l'acadèmia naval nord-americana, "exscientia, tridens" ("Del coneixement, poder del mar"). El nombre de la missió apareixia en nombres romans com Apollo XIII. Aquesta insígnia és una de les dues insígnies Apollo (l'altra és la de l'Apollo 11) que no incloïa els noms de la tripulació.

## Localització de la nau

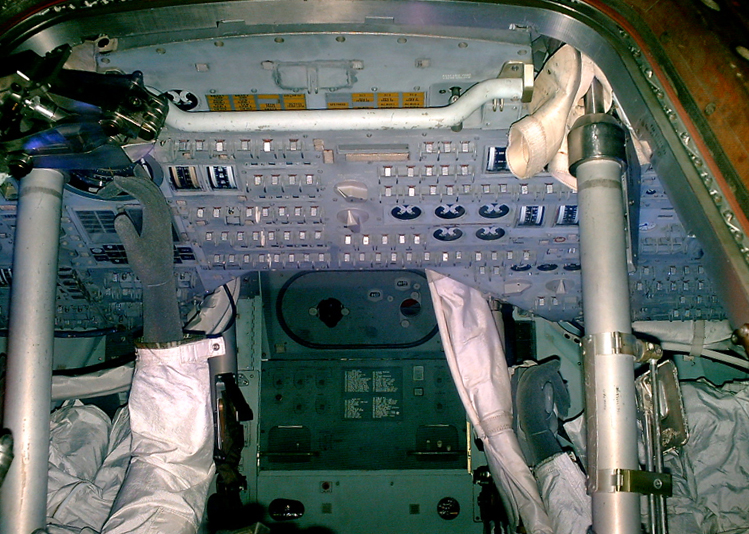
Una vista dels controls en el mòdul de comandament que es pot veure en la Cosmosfera.

L'escut tèrmic del mòdul de comandament va ser primer en el Museu de l'Aire i de l'Espai, a Le Bourget (França). Els components interns van ser retirats durant la investigació de l'accident; però, després l'Odissey va ser remuntat i ara es troba en exhibició al Centre Espacial i Cosmosfera de Kansas a Hutchinson, Kansas.
El mòdul lunar es va cremar en l'atmosfera de la Terra el 17 d'abril de 1970. El seu objectiu era caure a l'oceà Pacífic per reduir la possibilitat de contaminació d'un generador nuclear que hi havia a bord.
El casc del vestit espacial de Lovell es troba al Museu de la Ciència i la Indústria, a Chicago, Illinois.